# ديفيد ليندسي (روائي)
ديفيد ليندسي (بالإنجليزية: David Lindsay)‏ (3 مارس 1876 في المملكة المتحدة - 16 يوليو 1945 في المملكة المتحدة)؛ كاتب وروائي بريطاني.

## روابط خارجية
- ديفيد ليندسي على موقع IMDb (الإنجليزية)